# Авињон Лораге
Авињон Лораге (фр. Avignonet-Lauragais) насеље је и општина у јужној Француској у региону Миди Пирене, у департману Горња Гарона која припада префектури Тулуз.
По подацима из 2011. године у општини је живело 1.360 становника, а густина насељености је износила 33,45 становника/km². Општина се простире на површини од 40,66 km². Налази се на средњој надморској висини од 215 метара (максималној 274 m, а минималној 176 m).

## Демографија
| 1962. | 1968. | 1975. | 1982. | 1990. | 1999. | 2011. |
| ----- | ----- | ----- | ----- | ----- | ----- | ----- |
| 963   | 1.040 | 938   | 931   | 954   | 1.069 | 1.360 |

График промене броја становника у току последњих година